# رضایت (بی‌دی‌اس‌ام)

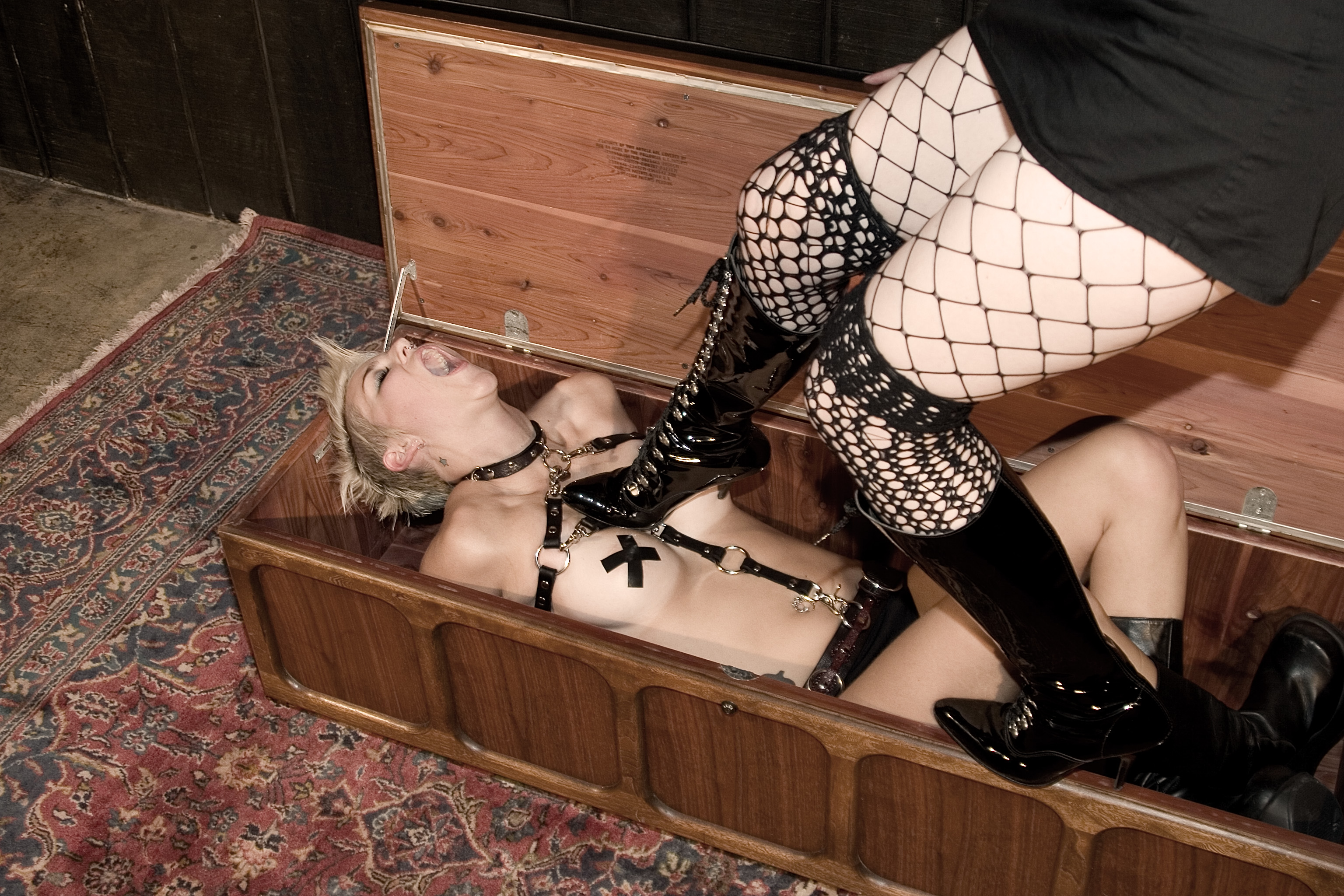
زن مطیع با رضایت خود درون تابوت قرار می‌گیرد

رضایت در بی‌دی‌اس‌ام زمانی کاربرد دارد که یکی شرکت‌کنندگان اجازه اِعمال رفتاری خاص یا انواع روابط روی خود را به شریکش می‌دهد. این امر با مفهوم رضایت آگاهانه بسیار مشترک است و همزمان یک مسئله شخصی، اخلاقی و اجتماعی محسوب میشود. این موضوع در بی‌دی‌اس‌ام توجهات زیادی را به خود جلب می‌کند و در نتیجه آن مدلهای رضایتمندی مانند ایمن، عاقلانه و اجماع و خطر آگاهانه توافقی ایجاد گشته‌است. ناظران خارج از جامعه بی‌دی‌اس‌ام نیز در مورد مسئله رضایت در بی‌دی‌اس‌ام اظهار نظراتی کرده‌اند و گاه به رضایت قانونی اشاره می‌کنند که یک موضوع جداگانه و تا حد زیادی نامرتبط است. با این حال وجود رضایت صریح در بی‌دی‌اس‌ام غالباً می‌تواند پیامدهایی برای بی‌دی‌اس‌ام و قانون داشته باشد و پیگرد قضایی مسائل بسته به کشوری که شرکت کنندگان در آن فعالیت می‌کنند می‌تواند متغیر باشد.